# Phtheochroa durbonana
Phtheochroa durbonana is een vlinder uit de familie bladrollers (Tortricidae). De wetenschappelijke naam is voor het eerst geldig gepubliceerd in 1937 door Lhomme.
De soort komt voor in Europa.